# 烏蘭 (騎兵)

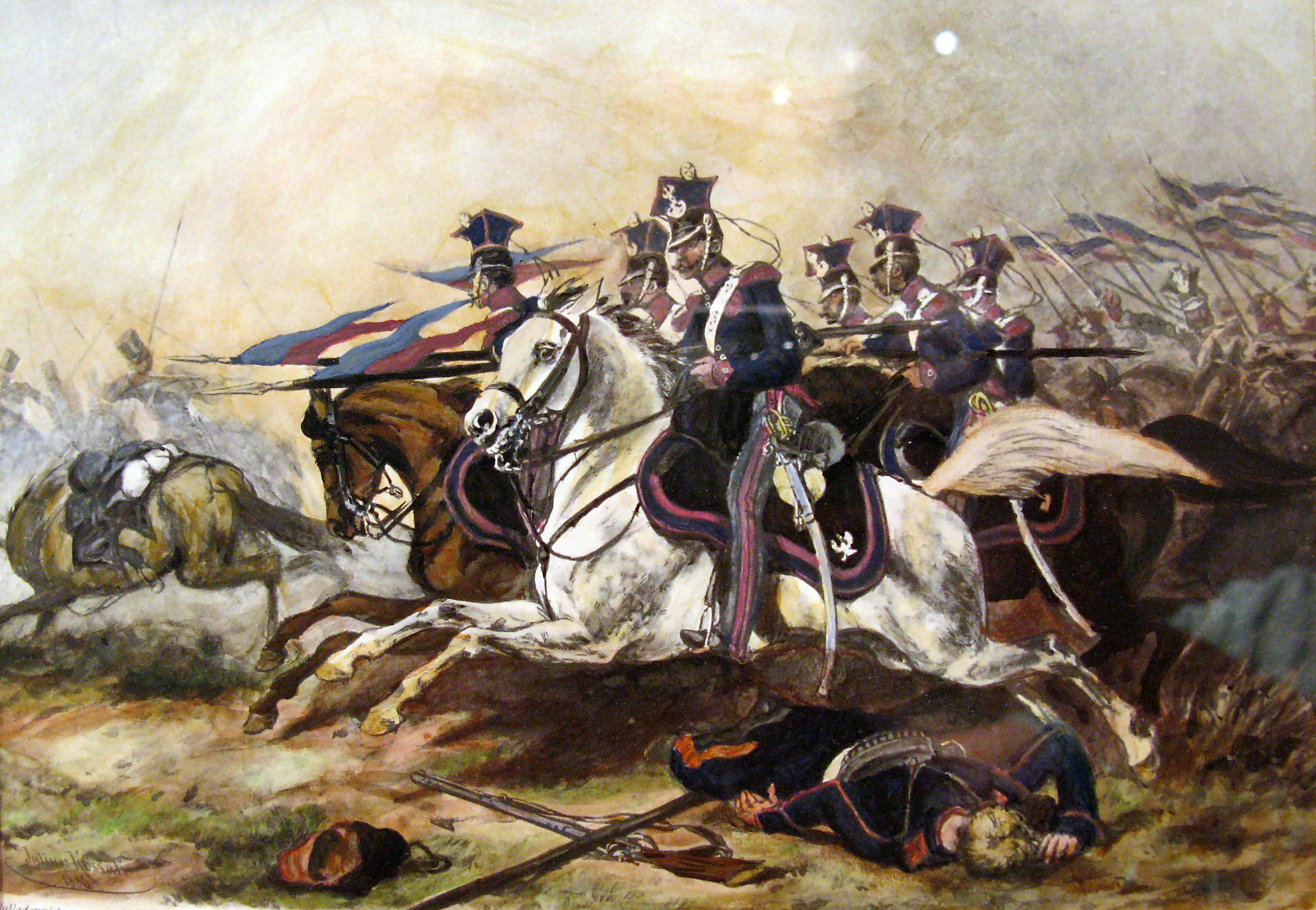
1831年，烏蘭騎兵。

烏蘭（波蘭語：Ułan；德語：Ulan）是裝備騎槍、軍刀、手槍的波蘭輕騎兵。這個頭銜在後來的俄羅斯、普魯士與奧地利軍隊中被用來稱呼槍騎兵團（Lancer regiments）。
烏蘭通常穿著雙排扣夾克，使用彩色的馬鞍與彩色的飾帶，頭戴方頂波蘭槍騎兵帽（czapka ułańska），這種帽子源自波蘭帽的傳統設計，軍用版更加制式化與正式化。
他們的騎槍槍頭下通常有著小形燕尾形的旗幟。